# Хачатуров Клим Антонович
Клим Антонович Хачатуров (рос. Клим Антонович Хачатуров нар. 27 липня 1940, Баку, Азербайджанська РСР) — радянський футболіст, півзахисник та нападник.

## Кар'єра
Розпочинав кар'єру в «Нафтовику» з Баку. У 1959 році виступав за махачкалинський «Темп». Далі грав в «Авангарді» з Харкова. Після чого повернувся в Баку, а потім знову відправився до Харкова. У 1968 році перебрався в «Трактор» з Владимира.

## Стиль гри
Клим Хачатуров хорошим ривком і класним дриблінгом.